# Neoboletus erythropus
Il Neoboletus erythropus (Pers.) C.Hahn, 2015, precedentemente noto come Boletus erythropus, comunemente chiamato porcino dal piede rosso, è un fungo della famiglia delle Boletaceae, commestibile solo dopo cottura in quanto contiene una tossina termolabile. È conosciuto con l'epiteto "premio del micologo", grazie alla sua bontà come commestibile, spesso sconosciuta ai fungaioli, che disdegnano i porcini a pori rossi e con la carne virante al blu.

## Descrizione della specie

### Cappello
Diametro fino a 20 cm, occasionalmente fino a 30 cm, prima emisferico, poi convesso per poi diventare appianato, con cuticola opaca, asciutta e finemente vellutata, leggermente vischiosa con il tempo piovoso, carnoso, sodo, colore bruno scuro o rosso mattone o rossastro, di solito uniforme, con velature olivastre, talvolta bruno seppia, con margine prima involuto, poi regolare, spesso eccedente.

### Gambo
Bulboso, corto, carnoso, robusto, prima panciuto allo stato giovanile, poi, più tardi, cilindrico, ingrossato alla base, colore di fondo sul giallo arancio, caratterizzato da puntinature o granulazioni sul rosso scuro, più scuro alla base dove assume una colorazione rossastra. Se manipolato vira al blu. Culinariamente senza valore.

### Tubuli
Abbastanza lunghi, non aderenti, completamente liberi al gambo, gialli, alla sezione verdastri, sottili.

### Pori
Piccoli e rotondi, prima giallastri, poi rosso-arancio, viranti rapidamente al blu se toccati.

### Spore

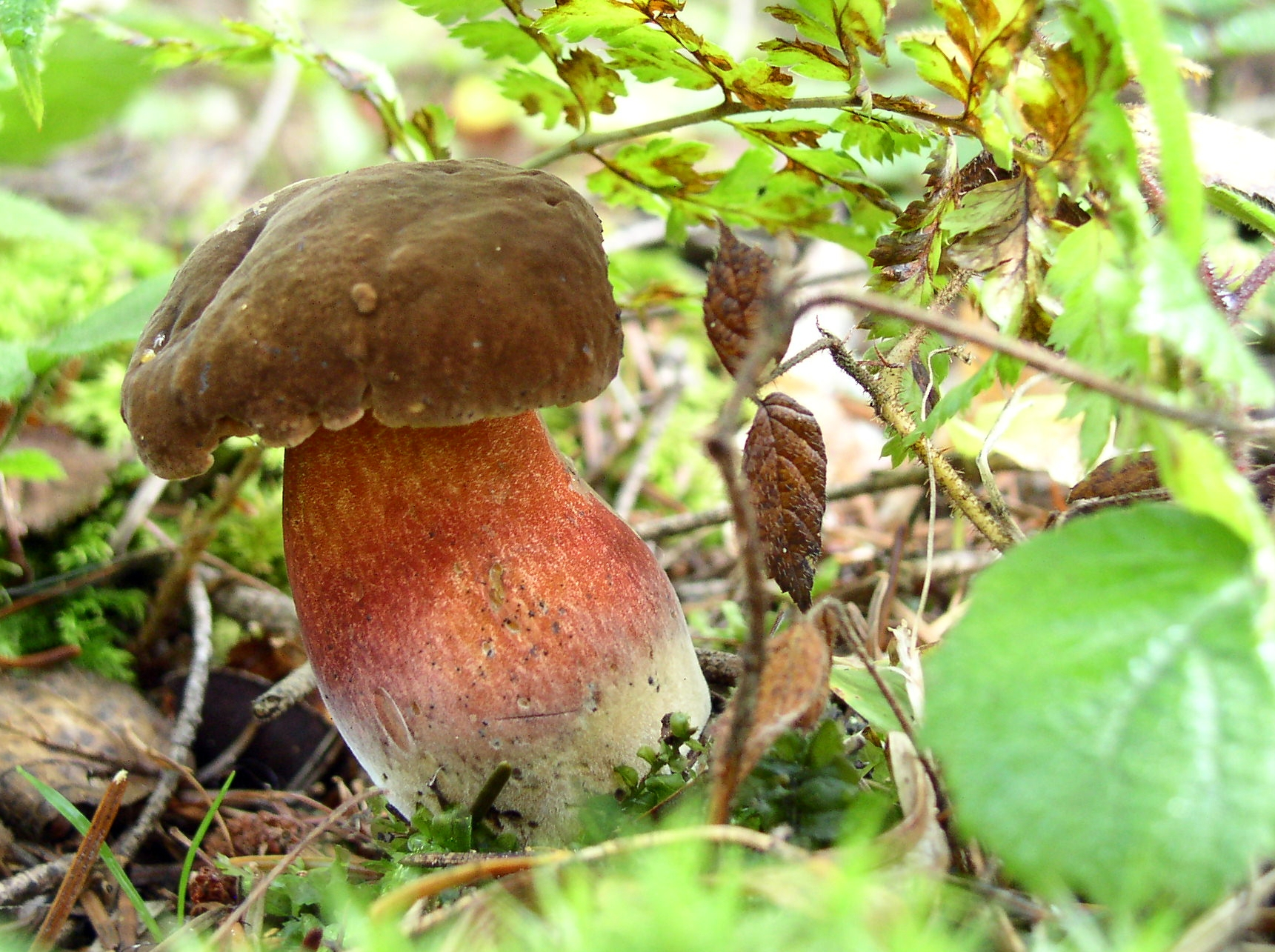
Esemplare dal gambo ingrossato

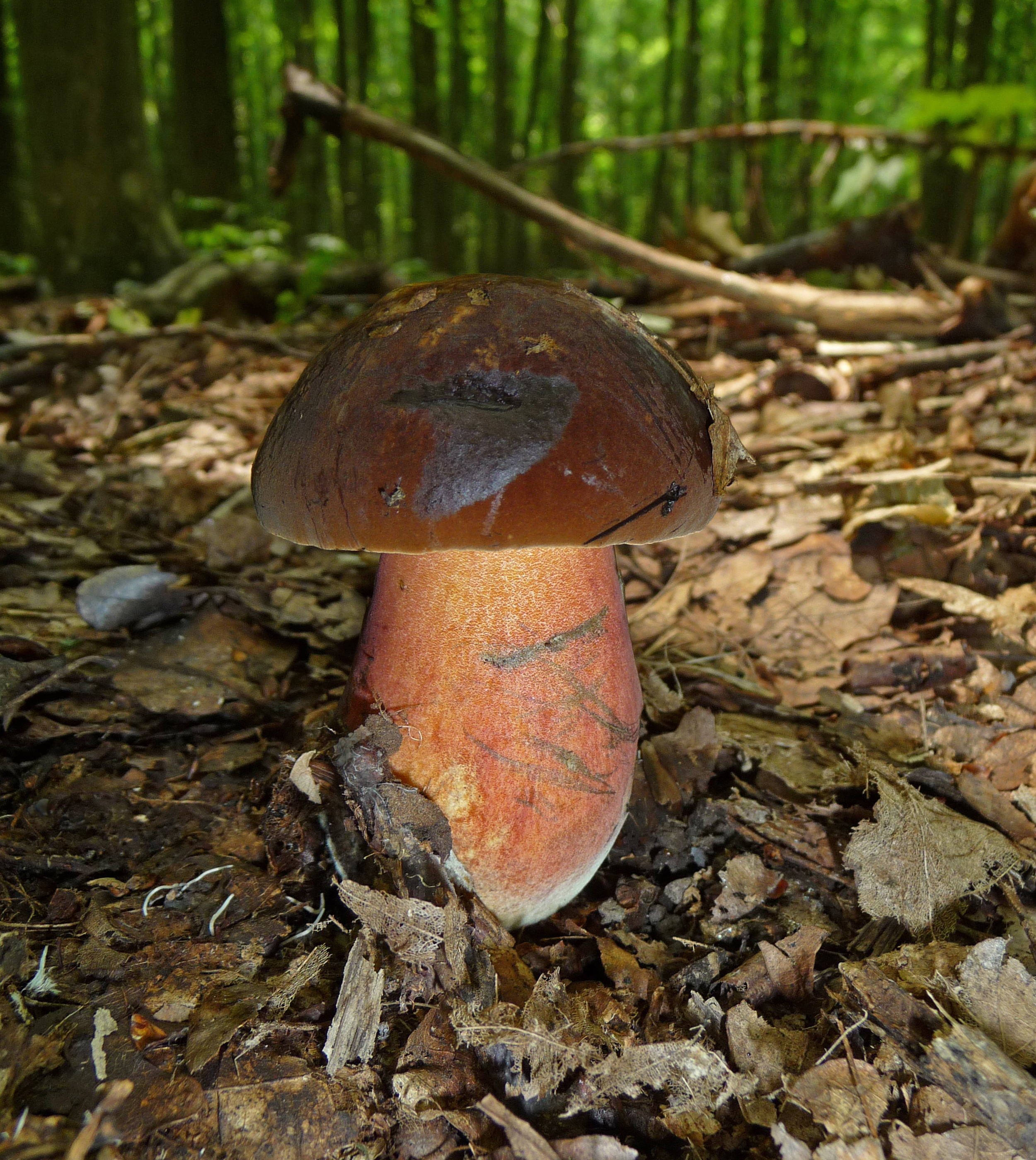

12-17 x 5-7 µm, fusiformi, lisce, bruno-olivastre in massa, giallastre

### Carne
Soda, compatta negli esemplari giovani, molliccia in quelli adulti, di colore giallo limone, al taglio diventa subito verde azzurro (3-4 secondi), poi si scurisce lentamente diventando grigio verdastra, all'estremità assume una colorazione vinosa.
- Odore: leggermente fruttato; forte alla cottura, come di "carciofi".
- Sapore: gradevole, dolce e di ottima resa, data la consistenza della carne. A volte sa un po' di "melanzane a funghetto".

## Habitat
Fungo simbionte, piuttosto comune, fruttifica da maggio ad ottobre sotto latifoglie e conifere in zone collinari e montuose, raramente in pianura.

A volte gregario.
Cresce con particolare proliferazione sull'Etna e rappresenta nelle antiche tradizioni culinarie locali etnee un'ottima pietanza dopo le adeguate procedure di cottura.
Da alcuni è considerato uno dei "funghi spia" perché di solito, inizia a fruttificare dai 3 ai 7 giorni prima dei Porcini, anche perché ne condivide l'habitat.

## Commestibilità
Buona, ma richiede cottura prolungata, in quanto contiene una tossina termolabile, inattivata intorno ai 70 °C, che ne impedisce il consumo crudo. Se non cotto adeguatamente può causare gastroenteriti di lieve entità unitamente a brevi ma pur sempre fastidiosi episodi di diarrea, nausea e vomito.
È un fungo molto ambito nelle regioni alpine e nel nord Europa ed ha un'ottima resa a causa della sua consistenza: il sapore ricorda vagamente quello delle melanzane.

### Preparazione
Il fungo va cotto a lungo: il metodo più comune consiste nel cuocere i funghi a pezzi o fette per 20 minuti direttamente nel modo voluto, il più prudente prevede anche una prebollitura a pezzi per 30 minuti, buttando via l'acqua di cottura. Si sappia che la prebollitura diminuisce drasticamente il valore gastronomico di questo fungo.

In ragione della sensibilità individuale e della concentrazione di tossina, variabile con la zona di raccolta, non è possibile specificare un metodo univoco. In assenza di consolidate abitudini personali, familiari o locali, si raccomanda prudenza.

## Etimologia
Dal greco eruthrós (ἐρυθρός)  = rosso e poús (πούς) = piede, cioè dal "piede rosso".

## Varietà
- Neoboletus erythropus var. erythropus (Pers.) C.Hahn, 2015 [3]
- Neoboletus erythropus var. junquilleus (Quél.) Blanco-Dios, 2020[3]
- Neoboletus erythropus var. novoguineensis (Hongo) Blanco-Dios, 2018[3]
- Neoboletus erythropus var. rubropileus (Dermek) Mikšík, 2019[3]

## Specie simili
Può essere confuso altri boleti a pori rossi:
- Suillellus luridus, che però ha un reticolo evidente sul gambo e la carne aranciata all'attaccatura dei tubuli
- Suillellus queletii che però possiede il gambo rosso soltanto alla base ed è privo di punteggiatura o reticolo
- Rubroboletus satanas che tuttavia possiede il cappello biancastro e mai bruno, il gambo obeso e reticolato, e la carne che vira più lentamente, prima al blu e poi al grigio
- Imperator rhodopurpureus che ha però il gambo reticolato e la testa virante al tocco
- Rubroboletus dupainii che ha invece il cappello colore rosso sangue, brillante come se fosse laccato

## Nomi comuni
- (DE)  Flockenstieliger Hexenröhrling
- (FR)  Bolet à pied rouge
- (SV)  Blodsopp
- (IT)  (Piemonte) Fré, Faré
- (IT)  (Liguria) Ferrazzo, Ferando
- (IT)  (Calabria) U turchinu
- (IT)  (Lombardia) Ferè
- (IT)  (Toscana) Cappella Malefica[1]
- (IT)  (Irpinia) Sasso